# Ratu
Ratu è il titolo utilizzato dai capi figiani. Un titolo equivalente, Adi (pronounciato ˈandʒi), è usato per le donne del rango di capo. 
In lingua malese, il titolo di Ratu è un titolo onorifico riservato ai governanti (re o regina) della cultura javanese. A Giava, infatti, il palazzo reale è detto "keraton", parola costituita dai suffissi ke- -an e dalla parola Ratu, appunto per descrivere la residenza di un Ratu.
Nel regno di Sambas (Kalimantan), Ratu era il titolo dei sovrani di discendenza Majapahit, equivalente a quello di Raja. Inoltre il loro regno era detto keraton. Esempi di questi sovrani furono i Ratu Adindanya Sapudak e Timbang Paseban bin Ratu Saboa Tangan. 

## Etimologia
Ra è il prefisso di molti titoli locali (Ramasi, Ramalo, Rasau, Ravunisa, Ratu), e Tu significa semplicemente "capo". L'uso formale di "Ratu" come titolo (simile al "Sir" di tradizione britannica) non venne introdotta sino al 1874.
Tra le variazioni regionali si includono Ro a Rewa ed in parti della provincia di Naitasiri e Tailevu. Roko è usato in parti della provincia di Naitasiri, Rewa e Lau (in particolare nel gruppo delle Isole Moala), mentre Ra è usato in parti di Vanua Levu, in particolare nella provincia di Bua.
In tutti questi luoghi, il titolo ha sempre preceduto il nome personale come un normale titolo nobiliare europeo.

## Nobilita figiana
La nobiltà figiana è composta da circa settanta capi, ciascuno coi propri discendenti e la propria famiglia. I capi hanno differenti ranghi, con alcuni capi tradizionalmente subordinati ad altri. Il clan Vusaratu è ritenuto essere il più alto clan e tale rimase sino alla nascita del capo dei Tui Kaba, che esiliò i membri del Vusaratu. Essi sono gli eredi di Seru Epenisa Cakobau, il  Vunivalu di Bau o Tui Levuka (Capo Paramount di Bau, nella parte orientale della Viti Levu, la più popolosa delle isole delle Figi), che fu il primo capo a unire l'intero paese sotto la sua autorità nel 1871, quando venne proclamato Tui Viti (re delle Figi). Successivamente cedette le isole al Regno Unito nel 1874.
Altri clan rilevanti furono i Vuanirewa (governanti tradizionali delle Isole Lau) e gli Ai Sokula (governanti tradizionali di Vanua Levu).
Durante il dominio coloniale (1874–1970), gli inglesi mantennero la struttura tradizionale dell'aristocrazia delle Figi con la quale cercarono sempre di collaborare ed interagire. Furono gli inglesi ad istituire il Gran Consiglio dei Capi, originariamente un corpo di consiglio, ma che divenne una vera e propria istituzione costituzionale. Esso ancora oggi ha il compito di collegio elettorale per scegliere il presidente delle Figi, il vicepresidente e 14 dei 32 senatori  di governo, o di porre il veto su gran parte della legislazione nazionale. Gli altri 18 senatori sono nominati dal primo ministro delle Figi (9), dal capo dell'opposizione (8) e dal Consiglio di Rotuma (1); queste nomine possono anche non riguardare dei capi o membri dell'aristocrazia. 
Dopo l'indipendenza delle Figi, i capi hanno sempre optato per ottenere posizioni di governo e parlamentari a parigrado delle persone comuni, fatto che venne a loro vantaggio nei primai anni dell'indipendenza dato che la gente guardava alla classe dirigente con favore.

## Capi famosi
- Ratu Sir George Cakobau; primo governatore generale delle Figi nato nelle isole
- Ratu Seru Epenisa Cakobau; primo monarca che cedette le isole al Regno Unito
- Ratu Sir Penaia Ganilau; primo presidente delle Figi
- Ratu Josefa Iloilo; ex President
- Ratu Sir Kamisese Mara; padre fondatore della nazione; a lungo fu primo ministro e presidente
- Ratu Tevita Momoedonu; ex Prime Minister
- Ratu Sir Lala Sukuna; soldato, studioso e uomo di stato. Fu il primo laureato delle Figi. Fu lettore di legge ad Oxford e Speaker del Consiglio Legislativo nazionale
- Ratu Epeli Nailatikau; ex Speaker del Senato ed ex presidente
- Ratu Joni Madraiwiwi; ex vice-presidente, ex giudice dell'Alta Corte e noto avvocato.
- Ratu J.A.R. Dovi; primo dottore qualificato.
- Ratu Banuve Tabakaucoro; atleta